# Wittingen
Wittingen (udtale: [ˈvɪ.tɪŋ.ən]?) er by i Landkreis Gifhorn i den tyske delstat Niedersachsen. Den ligger omkring 30 km nordøst for Gifhorn, og 30 km sydøst for Uelzen.

## Geografi
Wittingen ligger i den nordøstlige del af Landkreis Gifhorn ved grænsen til Sachsen-Anhalt. Byen ligger mellem Lüneburger Heide og Altmark. Wittingen og den tilhørende kommune har et areal på 225,09 Quadratkilometern, hvoraf 7,8 % er bebyggelser og trafikanlæg.  Nærmeste byer er Gifhorn (25 km væk), Wolfsburg (30 km), Uelzen (30 km), Celle (50 km) og Salzwedel (35 km). Floden Ohre løber gennem kommunen og bydelen Ohrdorf har navn efter den.

## Inddeling
Wittingen består af 26 bydele, landsbyer og bebyggelser:
| - Boitzenhagen - Darrigsdorf - Erpensen - Eutzen - Gannerwinkel - Glüsingen - Hagen - Kakerbeck - Knesebeck | - Küstorf - Lüben - Mahnburg - Ohrdorf - Plastau - Rade - Radenbeck - Schneflingen - Stöcken | - Suderwittingen - Teschendorf - Vorhop - Transvaal - Wittingen - Wollerstorf - Wunderbüttel - Zasenbeck |